# Quercus wislizeni
Quercus wislizeni är en bokväxtart som beskrevs av A.Dc. Quercus wislizeni ingår i släktet ekar, och familjen bokväxter.

## Underarter
Arten delas in i följande underarter:
- Q. w. frutescens
- Q. w. wislizeni

## Bildgalleri

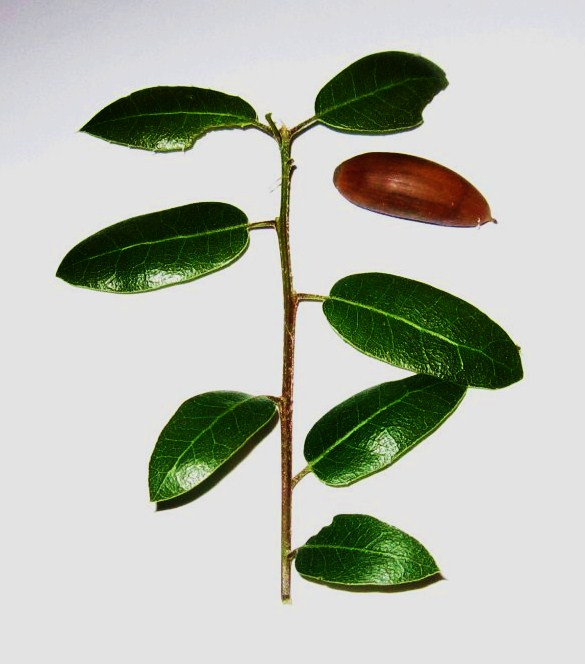